# 大橋鎬志
大橋 鎬志（おおはし こうし、1943年 - ）は、日本のランドスケープアーキテクト。静岡県浜松市生まれ。ランドスケープコンサルタントのM&N環境計画研究所代表取締役。

## 人物と経歴
父はオート三輪の製造販売、エンジンの設計、車体のデザイン、水冷エンジンバイク、オート三輪への丸ハンドル、ツインのヘッドライト、セルモーターの導入などの凄腕の技術者。浜松はバイクのメッカ、若き本田宗一郎 も父の工場によく来ていたという。縞志は4人兄弟の長男でエンジン音だけで車種さえ当てられる少年だった。母は教室を構えて教えるほど手芸が得意。庭には花がいっぱい育てられていた。
静岡県立浜松北高等学校時代は陸上部で三段跳びの選手。1965年千葉大学園芸学部造園学科卒業。当時、施工系に進んだのは同級生の内ただ一人であった。まずは、観葉植直物の生産、 デパートなどでの販売、ここで植物の育て方から消費者の嗜好と流通のシステムを学ぶ。次いで、 土木建設を経験すべくゴルフ場造成現場責任者、土木機械。200 名の人夫の労務操作と土量の計算から、理、芝草の流通、病虫害の管理、森林保全のための土壌学や生態学の学習にいたるまで多数経験。10年間の施工経験後、1972年からは外空間作家の深谷光軌に師事、ここで深谷独特の “ものづくりの合理精神”や造形論、生態論、文明論を学び深め、その後は造園設計事務所で公園緑地の基本設計、緑のマスタープランのマニュアルづくりなど経験。
やがてフリーランスの充電期を過ごす。1977年フリーランサーとなり各種プロジェクトに参加。1988年(株) M&N環境計画研究所設立。
年間のうち11 カ月働き、1カ月は世界を旅行しホンモノの風景、ホンモノの環境を記憶体験。撮影したスライドは20,000枚におよぶ。
主な活動として、2001年 「From Modernismn To MA」(ランドスケーブエキシビション·ロンドン)、
2003年 大規模郊外型ナーセリー見学会を企画(日本ランドスケープフォーラム運営委員)、
「近代遺産をたずねて」深谷光軌氏作品を案内・解説(RLA)、
2007年 インターナショナルシンポジウム(レクチャー、中国·青島大学)、ロシア・ランドスケープアーキテクチャーウィークinジャパン (レクチャー)等。
主な作品と受賞歴に、1983年 アークヒルズ(超高複合建築群)基本構想、1985年 海石榴迎す館庭園(昭和61年度神奈川県下建築コンクール最優秀賞。建築と泉庭)、1986年 御殿山ヒルズ(超高層複合建築群外構)、1987年 カルソニック・マニュファクチュアリング・コーボレーション庭園(米国,ナッシュビル)、1988年 小笠原諸島国立公園海中公園、1992 年 ニュージーランド大使館外空間（コンペ当選作）、1993 年 赤坂パークビルチング (超高層ビル外空間、コンペ当選作)、道の駅とみうら(道の駅グランプリ2000最優秀賞)、カトリック浜松教会 (浜松市都市景観賞)、1995年 MM21住都公団新事務所外空間、1996年 ホテル日航東京(日本造園学会造園作品選集 1998)、1997年 目白学園キャンパス、紅陵学院本部キャンパス、1998年 石垣島シーマンズクラブリゾートホテル、1999年 東京霊園、オーシャンスパ九十九里、2001年 ガーデンコート成城、2003年 諏訪山吉祥寺境内及び庭園、2004年 ESTクリニック ローアレルゲンガーデン 弘前市、2005年 ザリッツカールトンバリ・ニュービラ(インドネシア、バリ島)、2006年 ダヴィンチ芝バーク(オフィスビル コンペ当選作) 港区、2007年 白金幼稚園園庭、他多数。
2001年静岡文化芸術大学非常勤講師。03年~09年千葉大学非常勤講師。03年~京都造形芸術大学非常勤講師、現在に至る。登録ランドスケープアーキテクト(RLA)。

## 参考
- 公式ウェブサイト